# Unione Sportiva Lecce 2001-2002
Questa voce raccoglie le informazioni riguardanti l'Unione Sportiva Lecce nelle competizioni ufficiali della stagione 2001-2002.

## Stagione
Nella stagione 2001-2002, arricchito l'organico con gli uruguaiani Guillermo Giacomazzi e Ernesto Chevantón, il Lecce — unica rappresentante del mezzogiorno d'Italia nel campionato — si segnalò per un discreto avvio del torneo, salvo poi precipitare nei bassifondi a causa dell'arrivo delle prime incertezze.
Chiuso il girone d'andata con 17 punti in terz'ultima posizione, i salentini rincorsero la salvezza anche durante la tornata finale: pur ripiegando su Delio Rossi in panchina al posto di Alberto Cavasin nel mese di febbraio, la compagine giallorossa non riuscì a porsi al riparo dai pericoli della classifica. A sancire la matematica retrocessione fu il pareggio (1-1) al delle Alpi con il Torino,, riscattatosi in tal modo della beffa conosciuta contro i pugliesi nel torneo 1999-2000. Sconfitta alla penultima giornata dall'Udinese, che raggiunse la salvezza vincendo (1-2) al Via del mare, la formazione giallorossa chiuse il campionato con 28 punti, in sedicesima posizione, con 12 lunghezze di ritardo dagli stessi friulani, tornando così in serie cadetta dopo tre anni.
Nella Coppa Italia i salentini entrarono in scena al secondo turno, rimediando una brutta figura, eliminati dal Messina, che si impose in entrambe le partite.

## Divise e sponsor

Il neacquisto Ernesto Chevantón, futuro beniamino del club, in azione con la prima versione della divisa casalinga.

Il fornitore di materiale tecnico per la stagione 2001-2002 è stato Asics, mentre lo sponsor di maglia è banca121.
| Casa (1ª versione) | Casa (2ª versione) | Trasferta | Terza divisa |

## Rosa
| N. |                           | Ruolo | Calciatore            |
| -- | ------------------------- | ----- | --------------------- |
| 1  | Italia (bandiera)         | P     | Antonio Chimenti      |
| 2  | Brasile (bandiera)        | D     | Juarez                |
| 3  | Italia (bandiera)         | D     | Gianluca Colonnello   |
| 4  | Italia (bandiera)         | C     | Luigi Piangerelli     |
| 5  | Italia (bandiera)         | D     | Alberto Savino        |
| 6  | Italia (bandiera)         | D     | Alberto Malusci       |
| 7  | Croazia (bandiera)        | A     | Davor Vugrinec        |
| 8  | Italia (bandiera)         | C     | Alessandro Conticchio |
| 9  | Jugoslavia (bandiera)     | A     | Mirko Vučinić         |
| 10 | Romania (bandiera)        | D     | Gheorghe Popescu      |
| 11 | Bulgaria (bandiera)       | A     | Valeri Božinov        |
| 11 | Argentina (bandiera)      | A     | Aldo Osorio           |
| 12 | Francia (bandiera)        | P     | Stéphane Coque        |
| 13 | Italia (bandiera)         | A     | Alessandro Pellicori  |
| 14 | Slovenia (bandiera)       | A     | Sebastjan Cimirotič   |
| 15 | Italia (bandiera)         | D     | Bruno Cirillo         |
| 16 | Italia (bandiera)         | D     | Cristian Silvestri    |
| 17 | Costa d'Avorio (bandiera) | A     | Axel Konan            |
| 18 | Uruguay (bandiera)        | C     | Guillermo Giacomazzi  |

| N. |                        | Ruolo | Calciatore              |
| -- | ---------------------- | ----- | ----------------------- |
| 19 | Uruguay (bandiera)     | A     | Ernesto Chevantón       |
| 20 | Italia (bandiera)      | C     | Rodolfo Giorgetti       |
| 21 | Italia (bandiera)      | D     | Lorenzo Stovini         |
| 22 | Italia (bandiera)      | P     | Giorgio Frezzolini      |
| 23 | Italia (bandiera)      | C     | Matteo Superbi          |
| 24 | Italia (bandiera)      | C     | Max Tonetto             |
| 25 | Italia (bandiera)      | C     | Marco Testa             |
| 26 | Francia (bandiera)     | D     | Philippe Billy          |
| 26 | Italia (bandiera)      | D     | Erminio Rullo           |
| 28 | Paesi Bassi (bandiera) | C     | Djuric Winklaar         |
| 29 | Argentina (bandiera)   | C     | Cristian Daniel Ledesma |
| 30 | Italia (bandiera)      | D     | David Balleri           |
| 31 | Italia (bandiera)      | D     | Mauro Rizzo             |
| 32 | Bulgaria (bandiera)    | C     | Krasimir Čomakov        |
| 35 | Italia (bandiera)      | D     | Marco De Braco          |
| 36 | Italia (bandiera)      | C     | Pier Giovanni Rutzittu  |
|    | Italia (bandiera)      | D     | Matteo Pivotto          |
|    | Italia (bandiera)      | A     | Emiliano Biliotti       |

## Calciomercato
| Acquisti | Acquisti                | Acquisti     | Acquisti |
| R.       | Nome                    | da           | Modalità |
| -------- | ----------------------- | ------------ | -------- |
| D        | Cristian Silvestri      | Cosenza      |          |
| C        | Cristian Daniel Ledesma | Boca Juniors |          |
| C        | Matteo Superbi          | Crotone      |          |

| Cessioni | Cessioni         | Cessioni  | Cessioni |
| R.       | Nome             | a         | Modalità |
| -------- | ---------------- | --------- | -------- |
| C        | Krasimir Čomakov | Crotone   |          |
| A        | Aldo Osorio      | Paniōnios |          |

## Risultati

### Serie A

#### Girone di andata
| Arbitro: | Trentalange (Torino) |

|              |           |             |
| Chevanton 2’ | Marcatori | 71’ Di Vaio |

| Arbitro: | Dondarini (Finale Emilia) |

|              |           |                     |
| Gautieri 45’ | Marcatori | 67’, 86’ Giacomazzi |

| Arbitro: | Saccani (Mantova) |

|                 |           |               |
| R. Baggio 90+3’ | Marcatori | 13’ Chevanton |

| Lecce 22 settembre 2001, ore 20:30 4ª giornata | Lecce              | 0 – 0 referto | Juventus | Stadio Via del Mare\| Arbitro: \| De Santis (Tivoli) \| |
| Arbitro:                                       | De Santis (Tivoli) |               |          |                                                         |

| Arbitro: | Saccani (Mantova) |

|                            |           |              |
| Gilardino 12’ Gonnella 46’ | Marcatori | 43’ Vugrinec |

| Arbitro: | Farina (Novi Ligure) |

|                                     |           |                                                  |
| Chevanton 23’ (rig.) Conticchio 40’ | Marcatori | 20’ Gio. Tedesco 37’ Bazzani 86’ (aut.) Chimenti |

| Arbitro: | Morganti (Ascoli Piceno) |

|                                                 |           |               |
| Vugrinec 3’, 89’ Giacomazzi 11’ Chevanton 90+2’ | Marcatori | 12’ Mijatovic |

| Arbitro: | Bolognino (Milano) |

|                                                           |           |               |
| Totti 8’, 78’ (rig.) Samuel 38’ Candela 70’ Batistuta 86’ | Marcatori | 64’ Chevanton |

| Arbitro: | Bertini (Arezzo) |

|  |           |                        |
|  | Marcatori | 4’ F. Rossini 82’ Doni |

| Arbitro: | Messina (Bergamo) |

|                          |           |  |
| Kallon 36’ Di Biagio 43’ | Marcatori |  |

| Arbitro: | Bertini (Arezzo) |

|             |           |  |
| Cirillo 37’ | Marcatori |  |

| Arbitro: | Racalbuto (Gallarate) |

|               |           |           |
| Di Napoli 59’ | Marcatori | 72’ Konan |

| Arbitro: | Rosetti (Torino) |

|             |           |                                  |
| Cirillo 68’ | Marcatori | 59’ (rig.) Crespo 63’ S. Inzaghi |

| Arbitro: | Messina (Bergamo) |

|                                 |           |               |
| Marazzina 22’ Corini 77’ (rig.) | Marcatori | 52’ Cimirotic |

| Arbitro: | Racalbuto (Gallarate) |

|               |           |                  |
| Cimirotic 50’ | Marcatori | 75’ C. Lucarelli |

| Arbitro: | Gabriele (Frosinone) |

|  |           |               |
|  | Marcatori | 1’ Giacomazzi |

| Arbitro: | Rodomonti (Teramo) |

|  |           |               |
|  | Marcatori | 78’ Josè Mari |

#### Girone di ritorno
| Arbitro: | Nucini (Bergamo) |

|            |           |              |
| Djetou 56’ | Marcatori | 89’ Vugrinec |

| Lecce 20 gennaio 2002, ore 15:00 19ª giornata | Lecce             | 0 – 0 referto | Piacenza | Stadio Via del Mare\| Arbitro: \| Trefoloni (Siena) \| |
| Arbitro:                                      | Trefoloni (Siena) |               |          |                                                        |

| Arbitro: | Gabriele (Frosinone) |

|               |           |                               |
| Chevanton 27’ | Marcatori | 6’, 64’ Toni 89’ E. Filippini |

| Arbitro: | Trefoloni (Siena) |

|                                              |           |  |
| Conte 14’ Trezeguet 57’ Del Piero 60’ (rig.) | Marcatori |  |

| Arbitro: | Bolognino (Milano) |

|               |           |           |
| Giacomazzi 5’ | Marcatori | 52’ Frick |

| Arbitro: | Saccani (Mantova) |

|                                |           |                |
| Bazzani 35’ Gio. Tedesco 90+3’ | Marcatori | 45+2’ Vugrinec |

| Arbitro: | Rosetti (Torino) |

|              |           |                              |
| Di Livio 42’ | Marcatori | 45+1’ Vugrinec 82’ Chevanton |

| Arbitro: | Treossi (Forlì) |

|              |           |             |
| Vugrinec 74’ | Marcatori | 34’ Candela |

| Arbitro: | Tombolini (Ancona) |

|                            |           |             |
| F. Rossini 25’ Pinardi 30’ | Marcatori | 56’ Cirillo |

| Arbitro: | De Santis (Tivoli) |

|                |           |                 |
| Vugrinec 90+2’ | Marcatori | 41’, 68’ Recoba |

| Arbitro: | Rodomonti (Teramo) |

|                                            |           |                                |
| Pecchia 13’ Cruz 65’ Signori 72’ Fresi 82’ | Marcatori | 19’, 37’ Popescu 68’ Chevanton |

| Arbitro: | Dondarini (Finale Emilia) |

|                             |           |               |
| Giacomazzi 6’ Chevanton 63’ | Marcatori | 57’ Balleello |

| Arbitro: | Farina (Novi Ligure) |

|              |           |  |
| S. Fiore 68’ | Marcatori |  |

| Arbitro: | Cesari (Genova) |

|                    |           |                                           |
| Chevanton 26’, 41’ | Marcatori | 17’ Legrottaglie 71’ Perrotta 80’ Luciano |

| Arbitro: | Racalbuto (Gallarate) |

|            |           |             |
| Franco 76’ | Marcatori | 36’ Popescu |

| Arbitro: | Saccani (Mantova) |

|                |           |                            |
| Giacomazzi 69’ | Marcatori | 55’, 90’ (rig.) Di Michele |

| Arbitro: | De Santis (Tivoli) |

|                                         |           |  |
| Kaladze 6’ Ambrosini 43’ Shevchenko 49’ | Marcatori |  |

### Coppa Italia
| Arbitro: | Gabriele (Frosinone) |

|                                  |           |               |
| F. Marra 14’ (rig.) S. Marra 78’ | Marcatori | 43’ Cimirotic |

| Arbitro: | Preschern (Mestre) |

|             |           |                                     |
| Superbi 62’ | Marcatori | 17’ Bellotti 55’ Sullo 86’ Iannuzzi |

## Statistiche

### Statistiche di squadra
| Competizione | Punti | In casa | In casa | In casa | In casa | In casa | In casa | In trasferta | In trasferta | In trasferta | In trasferta | In trasferta | In trasferta | Totale | Totale | Totale | Totale | Totale | Totale | DR  |
| Competizione | Punti | G       | V       | N       | P       | Gf      | Gs      | G            | V            | N            | P            | Gf           | Gs           | G      | V      | N      | P      | Gf     | Gs     | DR  |
| ------------ | ----- | ------- | ------- | ------- | ------- | ------- | ------- | ------------ | ------------ | ------------ | ------------ | ------------ | ------------ | ------ | ------ | ------ | ------ | ------ | ------ | --- |
| Serie A      | 28    | 17      | 3       | 6       | 8       | 19      | 24      | 17           | 3            | 4            | 10           | 17           | 32           | 34     | 6      | 10     | 18     | 36     | 56     | −20 |
| Coppa Italia | -     | 1       | 0       | 0       | 1       | 1       | 3       | 1            | 0            | 0            | 1            | 1            | 2            | 2      | 0      | 0      | 2      | 2      | 5      | −3  |
| Totale       | -     | 18      | 3       | 6       | 9       | 20      | 27      | 18           | 3            | 4            | 11           | 18           | 34           | 36     | 6      | 10     | 20     | 38     | 61     | −23 |